# 名古屋市北図書館
名古屋市北図書館（なごやしきたとしょかん）は、名古屋市北区志賀町にある名古屋市図書館の分館である。
2014年度の蔵書数は116,151冊、貸出数は488,997冊である。
図書を116,151冊（一般書：86,196冊、児童書：29,919冊）、新聞を32紙、雑誌を253誌、視聴覚資料を2,706点（紙芝居：780組、CD：726枚、カセットテープ:406巻、ビデオテープ：574巻、ビデオディスク：151枚、CD・DVD-ROM：69枚）所蔵している。

## 歴史
名古屋市による1区1館構想により、市内8番目の図書館として1967年（昭和42年）に開館した。開館当時の特徴として、児童向け図書・一般向け図書を同一の部屋に配架する「ワンルームシステム」を採用したことが挙げられるという。このシステムは主に親子連れの利用者に好評であったといい、また、小中学生の利用者が多く、貸出登録者数が全市一であったという。2000年（平成12年）には東志賀公園西隣に新築移転した。

## 特色
特色ある蔵書として、街道や名所図会・絵図などを集中配架する『「街道と旅」のコーナー』や同区内に所在する名古屋市立西部医療センターと連携し、医療関係の図書資料を提供する「医療情報コーナー」が置かれている。また、「ジャズの街」としてPRしている同区の取り組みに関連して、館内にジャズコーナーを設置しており、2019年（令和元年）12月には名古屋城北ライオンズクラブ設立45周年記念事業の一環として10万円分のジャズCD（38枚）が寄贈された。

### 北区勤労青少年文庫
開館当時、区内には多くの事業者があり、その勤労青少年の健全な成長と図書館利用の広報を期して、1968年（昭和43年）に開始された独自サービスである。区内15事業者に対する団体貸し出しであり、図書の選定と搬送を各事業者が行い、利用者は1ヶ月間図書を借りることができた。1969年（昭和44年）5月に「特定貸出文庫」と名称を変更したのち、開始3～4年後に利用者減のために廃止されたという。

### 楠文庫
1970年（昭和45年）7月9日に開設された楠学習センター内学習室に開設された分館。常設ではあったが、開館日が月2回（のちに週1回に変更）と限られていた。1997年（平成9年）7月10日の楠図書館開館に伴い、7月5日をもって閉鎖され、7月18日に蔵書が撤去された。

## サービス
図書館の入館や利用はだれでも可能であるが、館外貸出には利用者登録が必要で愛知県在住・在勤・在学者のみが可能となっている。
館外貸出
図書が最大14日で6冊まで、それとは別に紙芝居が3組、カセットテープ・CD・DVDが3点、紙芝居舞台1台の館外帯出が可能である。また、返却は紙芝居の舞台以外であれば貸し出し館に限らず名古屋市図書館各館において行うことができる。ただし、貸出点数に関しては、名古屋市図書館全館で共通して計算する。
開館時間
火 - 土：9時30分 - 19時00分
日・祝日：9時30分 - 17時00分
休館日
月曜日（祝日の場合は開館し翌日休館）
毎月第3金曜日（祝日の場合は開館）
特別整理期間
年末年始（12月29日から1月4日まで）

## 沿革
- 1966年（昭和41年）12月27日 - 起工式[7]。
- 1967年（昭和42年）6月15日 - 開館式[7]。
- 1968年（昭和43年）6月17日 - 北区勤労青少年文庫開設[7]。
- 1970年（昭和45年）7月17日 - 楠文庫を楠学習センター内に開設[8]。
- 1997年（平成9年）7月10日 - 楠図書館開館に伴い、楠文庫を廃止[WEB 2]。
- 2000年（平成12年）6月30日 - 東志賀公園西隣に新築移転[WEB 2]。
- 2009年（平成21年）4月1日 - 窓口等業務委託をモデル実施[WEB 1]。

## 歴代館長
| 代 | 氏名      | 就任期間                                                                | 備考 |
| -- | --------- | ----------------------------------------------------------------------- | ---- |
| 1  | 鈴木 寛   | 1967年6月15日 - 1971年7月31日                                           |      |
| 2  | 山田 孝守 | 1971年8月1日 - 1976年5月14日                                            |      |
| 3  | 山本 進   | 1976年5月15日 - 1977年8月9日                                            |      |
| 4  | 加藤 寛   | 1977年8月10日 - 1980年4月20日                                           |      |
| 5  | 瀧 恵教   | 1980年4月21日 - 1984年3月31日                                           |      |
| 6  | 石川 智一 | 1984年4月1日 - 1987年3月31日                                            |      |
| 7  | 千田 水門 | 1987年4月1日 - 1989年3月31日                                            |      |
| 8  | 野田 幸一 | 1989年4月1日 - 1991年3月31日                                            |      |
| 9  | 藤井 修   | 1991年4月1日 - 1996年3月31日                                            |      |
| 10 | 木村 征壽 | 1996年4月1日 - 退任年不明。木村以後の館長はWiki執筆者側の都合で未確認。 |      |

## 交通アクセス
- 名古屋市営地下鉄名城線黒川駅下車後、国道41号を北へ700メートル、「黒川本通5」交差点を右折（東）し100メートル。徒歩12分。[WEB 2]
- 名古屋市営バス幹栄1・黒川11・黒川12「北図書館」停留所下車、東へ徒歩100メートル[WEB 2]

### WEB
1. 1 2 3 4 5 6 7 8  名古屋市鶴舞中央図書館 (2014年7月). “名古屋市立図書館年報 平成26年版” (pdf). 2015年2月15日閲覧。
2. 1 2 3 4 5  名古屋市鶴舞中央図書館. “北図書館”. 2015年2月15日閲覧。
3. 1 2 3 4  名古屋市鶴舞中央図書館. “はじめての方へ（利用案内）”. 2015年2月15日閲覧。
4. 1 2 3 4 5 6  名古屋市鶴舞中央図書館. “開館時間と休館日”. 2015年2月15日閲覧。

### 新聞
1. ↑  “「北区をジャズの街に」図書館にCD10万円分 名古屋城北LC寄贈”. 中日新聞朝刊市民版:  p. 18. (2019年12月21日)

### 書籍
1. 1 2  名古屋市北図書館 1988, p. はじめに.
2. ↑  名古屋市北図書館 1988, p. 1.
3. 1 2 3  名古屋市北図書館 1988, p. 2.
4. 1 2  名古屋市北図書館 1988, p. 6.
5. ↑  名古屋市北図書館 1998, p. 39.
6. ↑  名古屋市北図書館 1998, p. 63.
7. 1 2 3  名古屋市北図書館 1988, p. 3.
8. ↑  名古屋市北図書館 1988, p. 5.
9. 1 2 3 4 5 6 7 8 9 10 11 12  名古屋市北図書館 1988, p. 30.
10. 1 2 3 4 5 6  名古屋市北図書館 1998, p. 81.
11. 1 2  名古屋市北図書館 1998, p. 82.

## 公式サイト
- 公式ウェブサイト（日本語）